# Espoo Metro Areena
Die Espoo Metro Areena ist eine Mehrzweckhalle im Stadtteil Tapiola der finnischen Stadt Espoo. Sie wird hauptsächlich für Eishockeyspiele genutzt und war die Heimarena der Espoo Blues. Die Espoo Metro Areena wurde 1999 eröffnet und bietet bei Eishockeyspielen Platz für 6982 Zuschauer. Zu Konzerten kann die Kapazität auf bis zu 8000 Plätze erhöht werden.
Neben Eishockey wird die Halle auch für Konzerte, Ausstellungen und Konferenzen genutzt. 2022 fand dort erstmals der internationale Eiskunstlauf-Wettbewerb Grand Prix Espoo statt, der Teil der ISU-Grand-Prix-Serie ist.
Im Januar 2023 war sie Austragungsort der Eiskunstlauf-Europameisterschaften.